# Ernst Wadstein
Ernst Alarik Wadstein, född den 8 juni 1849 i Karlskrona, död den 21 december 1924 i Skövde, var en svensk filosof, teolog och skolman.
Wadstein blev student vid Lunds universitet 1868 och avlade filosofie kandidatexamen där 1874. Han blev extra ordinarie amanuens vid Lunds universitetsbibliotek 1875, promoverades till filosofie doktor och blev docent i teoretisk filosofi vid Lunds universitet 1877. Wadstein var lektor i kristendom och filosofisk propedeutik vid högre allmänna läroverket i Jönköping 1879–1882, tillförordnad rektor vid högre allmänna läroverket i Karlskrona 1881–1915 och lektor i teologi och latinska språket där 1882–1915. Han promoverades till teologie doktor vid Jena universitet 1895 och prästvigdes 1896. Wadstein utgav skrifter i teologiska, historiska och pedagogiska ämnen. Han blev riddare av Nordstjärneorden 1892, men efter sin prästvigning övergick han till att vara ledamot av andliga ståndet av samma orden. Wadstein är begravd på Katslösa kyrkogård.